# Строєнко Андрій Васильович
Андрій Васильович Строєнко (рум. Andrei Stroenco; нар. 1 грудня 1971, УРСР) — радянський, молдовський та український футболіст, захисник, півзахисник та нападник. Гравець збірної Молдови.

## Клубна кар'єра
Вихованець ДЮСШ Сарата, перший тренер — В. Куликовський. Футбольну кар'єру розпочав у резервній команді одеського «Чорноморця». У 1989 році перейшов у «Текстильник» (Тирасполь). У 1991 році повернувся до Одеси, де став гравцем СКА (Одеса), який після проголошення Україною незалежності змінив назву на СК «Одеса». У квітні 1992 року востаннє зіграв у складі одеського клубу, а потім протягом 6 сезонів захищав кольори «Тилігулу» (Тирасполь). У 1998 році виступав у криворізькому «Кривбасі», після чого повернувся в «Тилігул». Влітку 1999 року перейшов до «Ністру» (Атаки). У сезоні 2000 року захищав кольори російського «Локомотива» (Чита), а в 2001 році — казахстанського «Атирау». Потім повернувся до Одеси, де до 2006 року виступав в аматорських клубах «Локомотив» (Одеса) та «Тирас-2500» (Білгород-Дністровський), а також  в друголіговому «Реалі» (Одеса).

## Кар'єра в збірній
У 1994 році дебютував у збірній Молдови, в складі якої зіграв 4 матчі.

## Досягнення
- Кубок Молдови
  -  Володар (3): 1993, 1994, 1995

- Національний дивізіон Молдови
  -  Срібний призер (5): 1993, 1994, 1995, 1996, 1998
  -  Бронзовий призер (1): 1997

- Вища ліга
  -  Бронзовий призер (1): 1999

- Прем'єр-ліга (Казахстан)
  -  Срібний призер (1): 2011